# Mala Mlaka
Mala Mlaka falu Zágráb közigazgatási területén Horvátországban, a főváros déli részén. Ma Zágráb Novi Zagreb – zapad városnegyedéhez tartozik.

## Fekvése
Zágráb városközpontjától légvonalban 9, közúton 13 km-re délre, a Száva jobb partján fekvő síkságon, Donji Čehi és Odra között fekszik.

## Története
A falu már a középkorban is létezett. 1463-ban miután a török megszállta Boszniát az ottani nemesek is kénytelenek voltak elhagyni őseik földjét. Ezek egyike a Beriszlói család volt, amelynek egyik tagja Stjepan az akkori Túrmezőhöz tartozó Mala Mlakán telepetett le. Később túrmezei ispán, medvevári várnagy lett. Uradalmi központja Mala Mlakán volt.
Az első katonai felmérés térképén „Mala Mlaka” néven található. Lipszky János 1808-ban Budán kiadott repertóriumában „Mlaka (Mala)” néven szerepel. Nagy Lajos 1829-ben kiadott művében „Mlaka (Mala)” néven 27 házzal és 255 katolikus lakossal találjuk.
1857-ben 272, 1910-ben 466 lakosa volt. Zágráb vármegye Szamobori járásához tartozott. 1941 és 1945 között a Független Horvát Állam része volt, majd a szocialista Jugoszlávia fennhatósága alá került. 1991-től a független Horvátország része. 1991-ben lakosságának 96%-a horvát nemzetiségű volt. 2011-ben 636 lakosa volt.

## Népessége
| Lakosság változása | Lakosság változása | Lakosság változása | Lakosság változása | Lakosság változása | Lakosság változása | Lakosság változása | Lakosság változása | Lakosság változása | Lakosság változása | Lakosság változása | Lakosság változása | Lakosság változása | Lakosság változása | Lakosság változása | Lakosság változása |
| ------------------ | ------------------ | ------------------ | ------------------ | ------------------ | ------------------ | ------------------ | ------------------ | ------------------ | ------------------ | ------------------ | ------------------ | ------------------ | ------------------ | ------------------ | ------------------ |
| 1857               | 1869               | 1880               | 1890               | 1900               | 1910               | 1921               | 1931               | 1948               | 1953               | 1961               | 1971               | 1981               | 1991               | 2001               | 2011               |
| 272                | 322                | 317                | 337                | 392                | 466                | 459                | 504                | 573                | 545                | 594                | 578                | 624                | 587                | 660                | 636                |

## Nevezetességei
A Kušević-Plavšić-kastély egyemeletes, négyszög alaprajzú épület nyeregtetővel, a nyugati homlokzat középső részén rizalitosan kiugró résszel. Mai formáját a 19. század második felében nyerte el. A kastély kiterjedt park közepén áll, több gazdasági épület tartozik hozzá: a lovarda és a lóistálló ma már romos állapotban van. A park kialakítása 1864-ből származik amikor Aurel Kušević a kastély építésének befejezése után megkezdte az kiépítését. Befejezése 1878 körül Sofija Kušević nevéhez fűződik, amikor szabad tájképi stílusban díszítve a végső megjelenését kapta. A Kušević-Plavšić-kastély a korai romantika jelentős példája.

## Kultúra
Az „Orač” horvát énekes és tambura egyesületet 1919-ben alapították Mala Mlakában akkori titkárának, Petar Fiolićnak köszönhetően. Az első elnök Simun Fiolić volt. Az egyesület kezdetben vegyeskórusból és tamburazenekarból állt. 1924-ben a neves író és politikus Stjepan Radić lett a fő támogatója. Radić pártfogoltja Petar Harapin karnagy segítségével az egyesület jelentős sikereket ért el. 1935 és 1936 között a kórust a neves horvát zeneszerző, Ivan Brkanović vezette. Az egyesület a második világháború kezdetéig működött, amikor megszűnt. Működését KUD „Orač” néven Božo Biškupić és a népi hagyományok szerelmeseinek egy csoportja újította fel 1995-ben.
Ma a következő csoportokkal működik:
- folklór énekkari, (vezető: Josip Živković)
- folklór veterán (vezető: Josip Živković)
- tamburazenekar (vezető: Mario Tuđina)
- ifjúsági folklór (vezető: Arijana Dujić)

## Sport
Az NK Mala Mlaka labdarúgóklubot 1947-ben alapították. Jelenleg a zágrábi 3. ligában szerepel.

## Egyesületek
DVD Mala Mlaka önkéntes tűzoltó egyesület